# Anastácia (filha de Adralesto)
Anastácia (em grego medieval: Ἀναστασώ; romaniz.: Anastasó) foi uma nobre bizantina do século IX.

## Vida

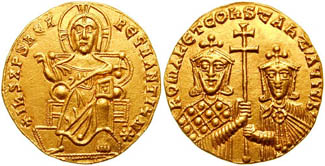
Soldo de r. e r.

Viveu na segunda metade do século IX. Era filha do patrício Adralesto e diz-se que sua mãe de nome incerto era aparentada com o imperador Romano I Lecapeno (r. 920–944). Casou-se com Eudócimo Maleíno com quem teve Miguel, Constantino e filha de nome desconhecida que casou-se com Bardas Focas, o Velho. Sua família vivia no Tema de Carsiano, mas parece que se alojou várias vezes em Constantinopla. Segundo a Vida de Miguel, ela ficou muito tempo sem ter filhos até que ela e seu marido foram na Igreja da Teótoco em Cucas, onde o sacerdote Metódio lhe disse que viu a virgem em seu sonho anunciando filhos para Anastácia.
Anastácia pode talvez ser identificada com a zoste patrícia Anastácia mencionada na hagiografia do século X Vida de Basílio, o Jovem. Quando Miguel decidiu virar monge em 912 ou 913, seus pais tentaram dissuadi-lo e até o levaram para casa à força do mosteiro, mas finalmente decidiram desistir de sua decisão. Quando Miguel foi ordenado monge por volta de 914/915, Anastácia encontrou-se com seu marido em Ancira, que lhe informou sobre o processo. Após a morte do marido entre 914 e 917 sem deixar testamento, Anastácia despojou sua propriedade entre seus filhos e entrou num convento.